# Collapsus: Energy Risk Conspiracy
Collapsus: Energy Risk Conspiracy est un web-documentaire américain réalisé par Tommy Pallotta, sorti en 2010. 
C'est un projet transmédia combinant l'interactivité, l'animation, la fiction et le documentaire. Collapsus se passe dans un futur proche et montre comment l'imminente crise de l'énergie peut affecter dix jeunes gens pris dans une conspiration énergétique. 

## Fiche technique
- Titre : Collapsus : Energy Risk Conspiracy
- Réalisation : Tommy Pallotta